# Coral Robert Shaw
La Coral Robert Shaw (en inglés y oficialmente, Robert Shaw Chorale) fue una agrupación coral profesional fundada en la ciudad de Nueva York en 1948 por el director de orquesta y de coro estadounidense Robert Shaw.

## Historia
El Coro tuvo una existencia intermitente, siendo fundado y refundado constantemente para giras nacionales e internacionales y para las grabaciones del sello RCA hasta 1965, poco antes de que Shaw asumió el cargo de Director Musical de la Orquesta Sinfónica de Atlanta. Durante su existencia, la Coral Robert Shaw se convirtió, posiblemente, en la organización coral profesional más conocida y más ampliamente respetada en los Estados Unidos, con un amplio repertorio que abarca desde Johann Sebastian Bach hasta música popular y las melodías de Broadway. El grupo realizó varias giras patrocinadas por el Departamento de Estado de los Estados Unidos como parte de un programa de intercambio cultural, incluyendo 21 países de Europa y del Medio Oriente en 1956; América del Sur, y en 1962, una gira de siete semanas por Rusia. 
La Coral Robert Shaw se caracteriza por su homogeneidad de tono, el equilibrio entre las voces, la elegancia del fraseo, el ritmo y la vitalidad. Muchos de sus miembros estudiaron en Juilliard School y en otros conservatorios de la zona de Nueva York. Entre los antiguos miembros de la Coral se incluyen una serie de cantantes que tuvieron importantes carreras como solistas, entre ellos la soprano Yvonne Ciannella, la contralto Florence Kopleff, los tenores Seth McCoy y Jon Humphrey, y el barítono Thomas Pyle, entre otros.

## Grabaciones recomendadas
- Johann Sebastian Bach: Misa en si menor, RCA, ganador de un Grammy, grabado en el invierno de 1962.
- The Many Moods of Christmas, RCA , 1963.
- Georg Friedrich Händel: El Mesías, RCA, ganador de un Grammy, grabado en 1966.